# جيمس باسيت
جيمس باسيت (بالإنجليزية: James Bassett)‏‏ (1912 - 24 سبتمبر 1978 ) صحفي، وروائي من الولايات المتحدة.

## الجوائز
- ميدالية النجمة البرونزية

## روابط خارجية
- جيمس باسيت على موقع IMDb (الإنجليزية)
- جيمس باسيت على موقع قاعدة بيانات الفيلم (الإنجليزية)